# Puy de l'Aiguiller
Le puy de l'Aiguiller est un sommet des monts Dore dans le Massif central.

## Géographie

### Situation
Le puy est situé dans le Puy-de-Dôme entre les communes de Saulzet-le-Froid et d'Orcival.

### Géologie
Le sous-sol est constitué de trachyte.

### Flore
La montagne abrite des landes subalpines où poussent des airelles des marais, des zones avec la présence de saules des Lapons, des formations dominées par le fétuque paniculée, et des combes à neige associées au groupe végétal nardion dans les creux orientés vers le versant nord.

## Activités

### Protection environnementale
Le puy est intégré au parc naturel régional des Volcans d'Auvergne. Il fait partie du site Natura 2000 « Monts Dore » et est classé dans la ZNIEFF de type 2 « Monts Dore ». Il se situe également dans la ZNIEFF de type 1 « Puy de l'Aiguiller - Col de la Croix Saint-Robert ».

### Randonnée
Le sentier de grande randonnée 30 l'approche au nord.